# ニー・ドロップ
ニー・ドロップ（Knee Drop）は、プロレス技の一種である。ニー・プレス（Knee Press）とも呼ばれる。日本名は膝落とし（ひざおとし）。打撃技（浴びせ技）に分類される。

## 概要
ダウンした相手に対し、片膝を突き出すように折り曲げてジャンプして、相手の体に片膝を落とす。
古典的なプロレス技であり、フィニッシュ・ホールドとしても使用されていたが、近年では繋ぎ技として使用される場合が多い。
ニー・スタンプの派生技とされ、後述する応用型も存在する。

## 主な使用者
- ジン・キニスキー
- ザ・デストロイヤー
- ロード・ブレアース
- ハーリー・レイス
- ボビー・ダンカン
- スタン・ハンセン
- リック・フレアー
- トリプルH
- 川田利明

## 派生技

### ランニング・ニー・ドロップ
ジャンピング・ニー・ドロップ、フライング・ニー・ドロップとも呼ばれる。助走してジャンプしながら相手の体に片膝を打ちつける。
- 主な使用者
  - ブルーザー・ブロディ - キングコング・ニー・ドロップの名称で使用。
  - ハクソー・ジム・ドゥガン
  - ジョン・ノード
  - ブル・ブキャナン
  - ザ・プレデター - キングコング・ニー・ドロップの名称で使用。
  - 川田利明

### ダイビング・ニー・ドロップ
フライング・ニー・ドロップとも呼ばれる。コーナー最上段もしくはセカンドロープからジャンプして相手の体に片膝を打ちつける。軸足（相手の体にぶつけず、着地させる方の足）を前方へと伸ばして足の裏で着地するタイプと、軸足をもう片足（相手にぶつける方の足）と同様に膝を曲げた状態で着地するタイプの2種類がある。
ジプシー・ジョーは金網デスマッチにおいて、金網の最上段から放ったことがある。
- 主な使用者
  - キラー・コワルスキー
  - ワルドー・フォン・エリック - ブリッツクリーグ・ダイブの名称で使用。
  - レイ・スティーブンス
  - ジョン・トロス
  - ジン・キニスキー
  - スカル・マーフィー
  - ディック・ザ・ブルーザー
  - ドン・ジャーディン
  - バディ・オースチン
  - クリス・マルコフ
  - スパイロス・アリオン
  - ダッチ・サベージ
  - ジプシー・ジョー
  - イワン・コロフ
  - ブラックジャック・ランザ
  - ブラックジャック・マリガン
  - サージェント・スローター
  - ブルーザー・ブロディ - キングコング・ニー・ドロップの名称で使用。
  - リック・ルード
  - ダグ・ウィリアムス - ボムスケアーの名称で使用。
  - ザ・プレデター - キングコング・ニー・ドロップの名称で使用。
  - ジャイアント馬場 - ジャイアント・ニー・ドロップの名称で使用。
  - アントニオ猪木
  - 木戸修
  - 高野拳磁
  - 大森隆男
  - 真壁刀義 - キングコング・ニー・ドロップの名称で使用。
  - KENSO
  - 河野真幸 - ジャイアント・ニー・ドロップの名称で使用。
  - 桜島なおき
  - 立野記代
  - 井上貴子

### ダブル・ニー・ドロップ
ダブル・ニー・プレスとも呼ばれる。ダウンした相手に対し、両膝を突き出すように折り曲げてジャンプして、相手の体に両膝を打ちつける。上記ランニング・ニー・ドロップのように、助走してジャンプしながら落とす場合もある。
- 主な使用者
  - ジョン・トロス
  - キラー・カーン

### ダイビング・ダブル・ニー・ドロップ
フライング・ダブル・ニー・ドロップとも呼ばれる。コーナー最上段もしくはセカンドロープからジャンプして相手の体に両膝を打ちつける。
- 主な使用者
  - ジョン・トロス、キラー・カーン、リコシェ - チョコレートレインの名称で使用。 、KUDO 、木高イサミ、石森太二、中洲ヨースケ - フライング・モンキーの名称で使用。、エイサー8、ラ・ピート、ザ・ブラディー、KAZUKI、世羅りさ

メテオラ
CIMAのオリジナル技。
尻餅状態の相手に対し、トップロープからダイブして両膝を顔面に叩き込むダイビング・ダブル・ニー・ドロップ。最近では、相手の腹部へ放ったり、トップロープから相手の背後から放ったりとバリエーションを増やしている。技の名はギリシャの修道院群であり、ユネスコの世界遺産でもあるメテオラから因んだ。
メテオラ・ホールド
CIMAのオリジナル技。
尻餅状態の相手に対し、コーナー最上段からメテオラを繰り出し、両膝を相手の顔面に乗せたまま両足を抱え込み、エビで固めてフォールを奪う最上級フィニッシュ・ホールド。ちなみに公式では「メテオラ→エビ固め」と表記される。

### ムーンサルト・ニー・プレス
リングに背を向けた状態でコーナー最上段から体を360度後方回転するようにジャンプして、両膝を相手の体に打ちつける。
- 主な使用者
  - 2・コールド・スコーピオ
  - 4代目タイガーマスク
  - 拳王(『炎輪』という名前で使用)

### シューティング・スター・ダブル・ニー・ドロップ
コーナー最上段からジャンプして空中で体を450度後方回転させ、両膝を相手の体に打ちつける。
- 主な使用者
  - マイク・ベイリー